# Bíblia Lunar
A Bíblia Lunar, também chamada de Bíblia Microfilmada, é uma versão especial da Bíblia de King James, idealizada por John Stout, e escrita em um chip de 3,8 centímetros por 3,8 centímetros que primeiro voou à volta da Lua na missão Apollo 13 e posteriormente esteve na superfície lunar, levada pelo astronauta Edgar Mitchell durante a missão Apollo 14.
Considerada um dos livros mais raros da Terra (foram produzidas apenas 512 cópias pelo grupo Apollo Prayer League), ela somente pode ser lida com o auxílio de um microscópio. Segundo o historiador Michael Riley, “este pequeno microfilme contém a Bíblia completa, todas as 1245 páginas [da versão] da Bíblia do King James, tanto o Antigo Testamento como o Novo”.

## História
A história desta bíblia quase foi envolta em mistério, uma vez que a NASA as registrou como “dados microfilmados” em vez de bíblias.
O livro “The Apostles of Apollo” revela os detalhes por trás das histórias dos astronautas, e outras pessoas da NASA, que tentaram e insistiram em levar a Bíblia para a lua.
A microfilmagem da Bíblia permitiu colocar todas as 1.245 páginas e 773.746 palavras da versão original da Bíblia em pequenos fragmentos de filme, já que os astronautas tinham pequenas bolsas, que não podiam ter mais do que meio quilo, onde podiam levar objetos pessoais, e a impressão em microfilme as permitiu ficar dentro do limite de bagagem estipulado pela NASA.
Em 2014, o exemplar que esteve com o astronauta Edgar Mitchell enquanto este pisou na Lua foi vendido por 75 mil dólares num leilão em Dalas.